# Allstedt
Allstedt é uma cidade da Alemanha localizada no distrito de Allstedt-Kaltenborn, na região de Mansfeld-Südharz, no estado de Sachsen-Anhalt.